# Арконате
Арконате (итал. Arconate) — город в Италии, в провинции Милан области Ломбардия.
Население составляет 5.871 человек (на 2004 г.), плотность населения — 680 чел./км². Занимает площадь 8 км². Почтовый индекс — 20020. Телефонный код — 00331.
Покровителем коммуны почитается святой Евсевий из Верчелли, празднование в последнее воскресение июля.

## Города-побратимы
1. Бельгия — Ленник